# Allotrichoma deonieri
Allotrichoma deonieri är en tvåvingeart som beskrevs av Wayne N. Mathis och Tadeusz Zatwarnicki 2010. Allotrichoma deonieri ingår i släktet Allotrichoma och familjen vattenflugor. Inga underarter finns listade i Catalogue of Life.